# Пирогов, Роман Антонович
Роман Антонович Пирогов (30 сентября [12 октября] 1896, Ближняя Байбуга, Таврическая губерния — 17 декабря 1991, Севастополь) — русский и советский военный, участник Первой мировой и Великой Отечественной войн.

## Биография
Родился 30 сентября 1896 года в деревне Ближняя Байбуга близ Феодосии.
Участник Первой мировой войны. В 1916 году вступил в коммунистическую партию. В июне 1917 — делегат Юго-Западного фронта в Петрограде. Дважды присутствовал на выступлениях Владимира Ленина. Член военно-революционного штаба по подготовке вооруженного восстания в Керчи.
Во время Великой Отечественной войны — командир батальона народного ополчения в период обороны Севастополя (1941—1942) и освобождения Севастополя (1944).
В 1944 году принимал участие в восстановлении Севастополя. После войны жил в Севастополе.
С 1974 года — почётный гражданин Севастополя. Делегат XXII съезда КПСС и XXIII съезда Компартии Украины. В 1976 году был удостоен почётного знака «42 года освобождению Севастополя».
Неоднократно избирался депутатом Городского совета Севастополя.
Похоронен на Аллее героев городского кладбища на 5-м километре Балаклавского шоссе.

## Авторство
- Знамя над Митридатом: Воспоминания старого большевика. — Симферополь, 1973.